# Isidoro Martín Pascual
Isidoro Martín Pascual (Tamame, Zamora, 4 de abril de 1921 - Barcelona, 18 de diciembre de 1980) fue un periodista y realizador de radio español. Comenzó su carrera profesional en 1941 en Radio SEU, para pasar después a Radio Juventud de Madrid. En 1946 ficha por Radio España de Barcelona, Emisora E.A.J. 15, como montador musical y guionista. En la misma emisora, crea, realiza y dirige la revista radiofónica marinera semanal NAUTILUS, que permanecerá ininterrumpidamente  en antena hasta 1968. Durante esos 21 años el programa consigue  en 10 ocasiones el Premio Nacional Virgen del Carmen.
En 1963 pasa a ser además director del Cuadro de Actores de Radio España de Barcelona, con amplia producción radiofónica grabada para difusión nacional, a través de la entidad denominada E.Y.G.S.S filial de la propia emisora.
También ejerció como profesor de la Escuela de Radiofonismo de Cataluña entre 1957 y 1973. En 1957 escribió el libro " El guión radiofónico" por el que consiguió el Premio Ondas a la Mejor Labor Cultural. En 1963 la Agrupación Nacional de Radio y Televisión le concedió la Antena de Oro.

## Reconocimientos
- Premio Ondas a la mejor labor cultural en 1957. Concedido por el libro "El guión radiofónico".
- Premio Nacional Virgen del Carmen en 1948 por los  trabajos de difusión marineracon el programa NAUTILUS.
- Antena de Oro en 1963 concedido por la Agrupación Nacional de Radio y Televisión.